# 파워 (1986년 영화)
《파워》(영어: Power)는 미국에서 제작된 시드니 루멧 감독의 1986년 정치 드라마 영화이다. 리처드 기어, 줄리 크리스티, 진 해크먼, 케이트 캡쇼, 덴절 워싱턴 등이 출연하였고, 마크 탈로브 등이 제작에 참여하였다.

## 줄거리
여러 정치 후보자들을 고객으로 둔 미디어 컨설턴트 피트에게 상원을 노리는 사업가 제롬 케이드의 선거 운동 팀에 들어오라는 제안이 들어온다. 피트는 제롬에게 숨겨진 비밀이 있다는 생각에 뒷조사를 시작하다가 제롬의 홍보 전문가 아널드와 충돌하게 된다.

## 출연
- 리처드 기어 - 피터 "피트" 세인트존 역
- 줄리 크리스티 - 엘런 프리먼 역: 전 아내.
- 진 해크먼 - 윌프레드 버클리 역: 전 동료.
- 케이트 캡쇼 - 시드니 베터먼 역
- 덴절 워싱턴 - 아널드 빌링스 역
- E. G. 마셜 - 샘 헤이스팅스 상원 의원 역
- 비어트리스 스트레이트 - 클레어 헤이스팅스 역
- 프리츠 위버 - 월리스 퍼먼 역
- 케빈 헤이건 - 경찰 역
- 마이클 러니드 - 앤드리아 스태너드 주지사 역
- J. T. 월시 - 제롬 케이드 역
- 맷 샐린저 - 필립 에런스 역

## 기타 제작진
- 협력 제작: 볼프강 글라테스
- 배역: 조이 토드
- 미술: 피터 S. 라킨
- 의상: 애나 힐 존스톤